# UFC 217
UFC 217: Bisping와 St-Pierre의 시합은 예술과 혼합된 Ultimate Fighiting Championship 경기이다. 이 경기는 2017년 11월 4일 뉴욕 시티에 있는 Madison Square Garden에서 진행되었다.
UFC 217에 대해 기술한다.

## 메인 카드
```
* 
제1경기
: 조니 헨드릭스 vs.파울로 코스타 - 코스타의 2라운드 TKO 승 (펀치 세례에 큰 저항을 못하자 심판이 중단)
* 
제2경기
: 스테판 톰슨 vs. 호르헤 마스비달 - 톰슨의 3라운드 판정승 (R - B | 30 - 27 | 30 - 26 | 30 - 27)
* 
제3경기
: 
[여성 스트로급 챔피언전]
 요안나 옌드레이칙(C) vs. 로즈 나마유나스 - 나마유나스의 1라운드 KO 승 (펀치로 다운시킨 후 파운딩에 심판이 중단) - 2대 챔피언 옌드레이칙 -> 3대 챔피언 나마유나스
* 
제4경기
: 
[밴텀급 챔피언전]
 코디 가브란트(C) vs. TJ 딜라쇼 - 딜라쇼의 2라운드 KO 승 (펀치로 다운시킨 후 파운딩에 심판이 중단) - 5대 챔피언 가브란트 -> 6대 챔피언 딜라쇼
```

### 메인 이벤트 (메인 카드의 제5경기)
```
* 
[미들급 챔피언전]
 마이클 비스핑(C) vs. 조르주 생 피에르 - 생 피에르의 3라운드 서브미션 승 (리어 네이키드 초크에 걸린 비스핑의 무력화로 심판이 중단) - 8대 챔피언 비스핑 -> 9대 챔피언 생 피에르
```

## 같이 보기
- UFC 대회 목록